# Aliatypus californicus
Espèce
Synonymes
- Atypoides californica Banks, 1896

Aliatypus californicus est une espèce d'araignées mygalomorphes de la famille des Antrodiaetidae.

## Distribution
Cette espèce est endémique de Californie aux États-Unis,. Elle se rencontre dans la Sierra Nevada et dans la région de San Francisco

## Publication originale
- Banks, 1896 : New Californian spiders. Journal of The New York Entomological Society, vol. 4, p. 88-91.